# بيت المرج
بيت المرج قرية تتبع ناحية القدموس في منطقة بانياس التابعة لمحافظة طرطوس.